# NXT雙打冠軍
NXT雙打冠軍（英語：NXT Tag Team Championship），是隸屬於世界摔角娛樂旗下聯盟NXT Wrestling的一冠軍項目。NXT雙打冠軍成立於2013年。